# همه زن‌ها اینگونه‌اند
همه زن‌ها این‌گونه اند یا همه زنها مثل همند اپرا بوفایی به زبان ایتالیایی در دو پرده می‌باشد که توسط موتسارت ساخته شده‌است. این اپرا نخستین بار در تاریخ ۲۶ ژانویه ۱۷۹۰ میلادی در بورگ‌تئاتر در وین به روی صحنه رفت. اپرانامه این اثر توسط لرنزو دا پونته نوشته شده‌است؛ که ازدواج فیگارو و دون جووانی را نیز می‌توان از جمله دیگر آثار وی نام برد. لرنزو دا پونته، از عبارت «همه زنها این‌گونه اند» یا «همه زنها مثل همند»، در پرده دو (نمای سوم - درست قبل از نمای آخر) اپرای ازدواج فیگارو نیز استفاده کرده‌است که توسط سه مرد خوانده می‌شود.
این اپرا در سراسر دنیا محبوبیت داشته و در لیست پر اجراترینها، رتبه چهاردهم را به خود اختصاص داده‌است.

## نقش‌ها
| نقش                                                      | نوع صدا    |
| -------------------------------------------------------- | ---------- |
| فیوردلیجی؛ دوشیزه ایی از فرارا و خواهر درابلا، ساکن ناپل | سوپرانو    |
| درابلا؛ دوشیزه ایی از فرارا و خواهر فیوردلیجی، ساکن ناپل | سوپرانو    |
| گولیئلمو؛ یک افسر، دلباخته فیوردلیجی                     | باس        |
| فراندو؛ یک افسر، دلباخته درابلا                          | تنور (صدا) |
| دسپینا؛ یک خدمتکار                                       | سوپرانو    |
| دون آلفونسو؛ یک فیلسوف پیر                               | باس        |
| گروه کر سربازان، مستخدمین و دریانوردان                   |            |

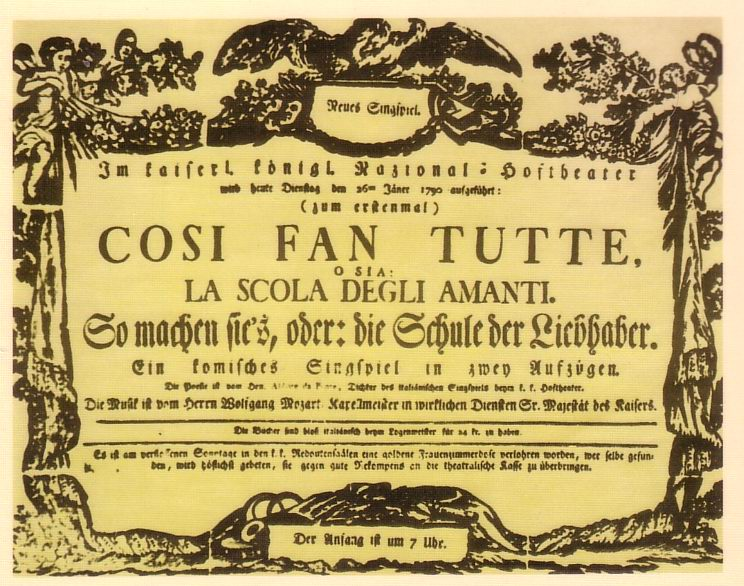
برنامه نمایش اولین اجرا

در برخی اجراها، نوع صدای آلفونسو - باریتون، دسپینا - متزو سوپرانو و دورابلا - متزو سوپرانو می‌باشد؛ اما به دلیل نوع نقش فراندو و فیوردلیجی، نوع صدای اجراکنندگان آن باید به ترتیب تنور و سوپرانو باشد.

## سازها
سازهای مورد استفاده در این اپرا عبارتند از:
- سازهای بادی چوبی: ۲ فلوت، ۲ ابوا، ۲ کلارینت، ۲ باسون
- سازهای بادی برنجی: ۲ کر (ساز)، ۲ ترومپت
- سازهای کوبه ای: ۲ تیمپانی به‌علاوه یک طبل نظامی
- سازهای زهی: ویولن، ویولا، ویلونسل، کنترباس

## خلاصه

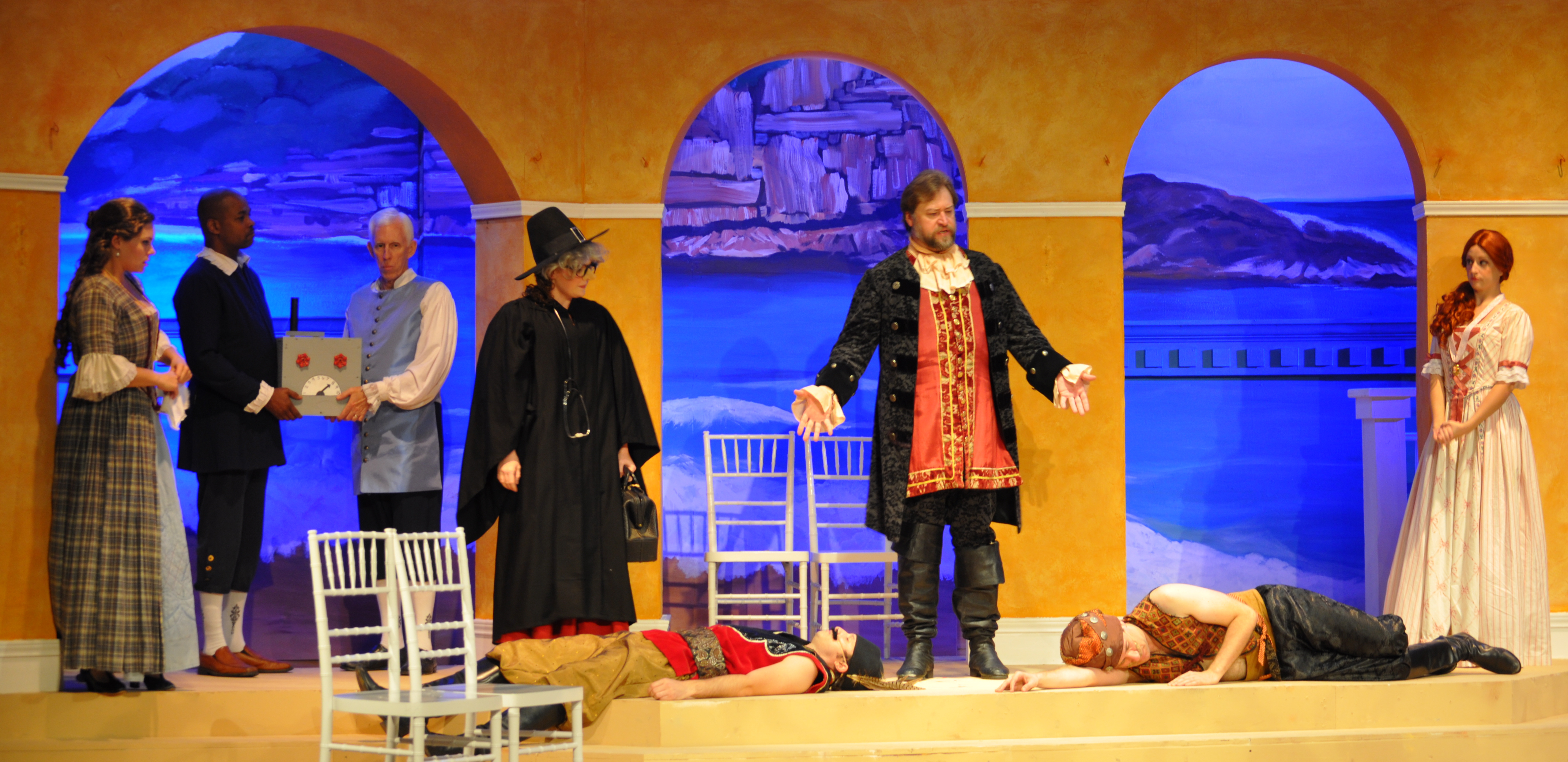
بخشی از اجرای اپرا

مکان: ناپل
زمان: قرن هجدهم میلادی

### پرده یک
نمای اول - یک قهوه‌خانه
در یک قهوه‌خانه، فراندو و گولیئلمو (دو افسر) در حال تعریف و تمجید از مهربانی و وفاداری نامزدهایشان — درابلا و فیوردلیجی — هستند. دون آلفونسو وارد بحث آن‌ها می‌شود؛ او معتقد است که این دو جوان سخت در اشتباهند و هنوز زنها را نشناخته‌اند. وی شرط می‌بندد که اگر این دو هر چه او گفت انجام دهند، ظرف یکی دو روز به آن‌ها ثابت خواهد شد که نامزدهایشان نیز مثل بقیه زنان، بی‌وفا و دم‌دمی مزاج هستند. فراندو و گولیئلمو هم شرط را می‌پذیرند و قبول می‌کنند که به گفته‌های دون آلفونسو عمل کنند. طبق نقشه دون آلفونسو، دو افسر جوان می‌بایست از نامزدهایشان خداحافظی کرده و بگویند که برای مدتی به مأموریت می‌روند؛ سپس کاملاً تغییر قیافه داده و پیش آن‌ها بازگردند و هر کدام به نامزد دیگری (نه نامزد خودش) ابراز عشق کرده و سعی کند او را از راه بدر کند.
از طرفی درابلا و فیوردیلیجی هم مشغول گفتگو در مورد نامزدهایشان هستند (duet: Ah guarda sorella) و به یکدیگر می‌گویند که چقدر مردانشان دوست‌داشتنی هستند. آلفونسو وارد می‌شود و می‌گوید که خبر بدی برایشان دارد؛ نامزدهایشان باید به جنگ بروند! سپس فراندو و گولیئلمو هم با غم و اندوه فراوان برای خداحافظی پیش آن‌ها میایند (quintet: Sento, o Dio, che questo piede è restio). دو خواهر با دلی شکسته و چشمانی گریان با آن‌ها خداحافظی می‌کنند و همچنان که قایقی از آنجا دور می‌شود — به خیال اینکه دو محبوبشان در این قایق هستند — برای آن‌ها دست تکان داده و قول می‌دهند که تا پای مرگ به آن‌ها وفاردار بمانند و برایشان آرزوی سفری بی‌خطر می‌کنند (trio: Soave sia il vento). آلفونسو همچنان معتقد است که این دو خواهر، مثل همه زنان، به زودی این عشق و دلبستگی را فراموش خواهند کرد (arioso: Oh, poverini, per femmina giocare cento zecchini).
نمای دوم - اتاقی در خانه دو خواهر
دسپینای خدمتکار وارد می‌شود و خواهران را در حال گریه و بیقراری می‌بیند؛ از آن‌ها علت را می‌پرسد و درابلا می‌گوید که تحمل دوری از نامزدهایشان و تنهایی بسیار سخت است (aria: Smanie implacabili). دسپینا ایندو خواهر را مسخره می‌کند و می‌گوید که به جای این کارهای بی فایده، از زیبایی و زنانگیشان استفاده کنند و تا برگشتن گولیئلمو و فراندو، مردان دیگری را جایگزین آن‌ها کنند (aria: In uomini, in soldati, sperare fedeltà). ولی دو خواهر این را یک جور خیانت می‌دانند و حرفهای خدمتکار را گوش نداده و اتاق را ترک می‌کنند. سپس دون آلفونسو می‌آید. به خواسته او گولیئلمو و فراندو تغییر قیافه داده‌اند اما وی نگران است که مبادا دسپینای خدمتکار آن‌ها را بشناسد؛ در حالیکه باور دارد دو خواهر آنقدر باهوش نیستند که چهره این دو را تشخیص بدهند. دون آلفونسو به دسپینا می‌گوید که اگر به برنده شدن او در شرط‌بندی کمک کند، پول خوبی دریافت خواهد کرد و دسپینا هم قبول می‌کند که هر کاری از دستش برمیاید انجام دهد.
نامزدهای دو خواهر خود را به شکل دو مرد آلبانی تبار با سبیلهای پرپشت درمی‌آورند و به آنجا میایند. درابلا و فیوردلیجی وارد اتاق شده و از دیدن مردان غریبه در خانه‌شان وحشت می‌کنند. «آلبانیایی‌ها» توضیح می‌دهند که تنها چیزی که آن‌ها را به اینجا کشانده عشق است؛ اما دو خواهر به آن‌ها روی خوش نشان نمی‌دهند و فیوردلیجی از آن‌ها می‌خواهد که آنجا را ترک کنند؛ چرا که او و خواهرش عشق مردان دیگری را در دل دارند و بر سر عهدشان خواهند ماند (aria: Come scoglio).
اما «آلبانیاییها» دست بردار نبودند و سعی می‌کردند هر طور شده قلب دو خواهر را تسخیر کنند؛ گولیئلمو هم از هر آنچه در توان مردانه اش داشت استفاده می‌کند تا توجه دو خواهر را جلب کند (aria: Non siate ritrosi)؛ اما فایده ایی ندارد. «آلبانیاییها» که در واقع نامزدان دو خواهر هستند، از اینکه تا به این‌جای کار برنده شرط‌بندی هستند، با خوشحالی از آنجا می‌روند و دون آلفونسو را تنها می‌گذارند؛ در حالیکه او مطمئن است که در نهایت خودش پیروز خواهد شد (aria: Un'aura amorosa).
نمای سوم - یک باغ
دو خواهر هنوز در اندوه و حسرت هستند. دسپینا به دون آلفونسو می‌گوید که برای فریب خواهران نقشه ایی دارد. ناگهان «آلبانیاییها» وارد اتاق می‌شوند و خواهران را تهدید می‌کنند که اگر به بی‌مهری‌های خود ادامه دهند، خود را با خوردن زهر خواهند کشت. آلفونسو تظاهر به آرام کردن آن‌ها میکندو آن‌ها هم مایعی را که در دست داشتند سر می‌کشند و وانمود می‌کنند که در حال مردن هستند. دو خواهر بسیار نگران می‌شوند و سعی می‌کنند برای نجات آن‌ها کاری انجام دهند. کمی بعد، دکتر (در واقع دسپینا که خود را به شکل دکتر درآورده) می‌رسد؛ او — ظاهراً — با استفاده از آهنربادرمانی این دو مرد را از مرگ نجات می‌دهد؛ آن‌ها نیز پس از مختصر بهبودی، خود را به توهم می‌زنند و می‌گویند فقط با بوسیدن الهه یا (ایزدبانو)هایی که در آنجا حضور دارند، خوب خواهند شد؛ اما دو خواهر راضی نمی‌شوند و اصرارها و اجبارهای آلفونسو و دکتر هم به جایی نمی‌رسد.

### پرده دو
نمای اول - اتاق خواب دو خواهر
دسپینا خواهران را تشویق به برقراری ارتباط با مردان آلبانی‌تبار می‌کند و می‌گوید که دختران زیبا و جوانی مثل آنها، مستحق این همه رنج و اندوه نیستند (aria: Una donna a quindici anni). وقتی خدمتکار از اتاق خارج می‌شود، فیوردلیجی می‌گوید که دچار وسوسه شده و بعد از مدتی با درابلا به این نتیجه می‌رسند که کمی صحبت و خنده با آن مردان جذاب و عاشق هم بد نیست و شاید باعث شود از غم و غصه‌شان کاسته شود و ایام دوری زودتر بگذرد (duet: Prenderò quel brunettino).
نمای دوم - باغ
درابلا با گولیئلمو و فیوردلیجی با فراندو «مردان با حفظ تغییر قیافه»، برای قدم زدن به باغ می‌روند؛ درابلا خیلی زود دلباخته گولیئلمو می‌شود و در ازای لوح قلب مانندی که از وی می‌گیرد، مدالی را که عکس فراندو در آن بوده، به نشانه عشق به مرد جوان می‌دهد (duet: Il core vi dono). فراندو اما نتوانسته ارتباط دلخواه را با فیوردلیجی برقرار کند؛ زیرا او هنوز دل در گرو نامزدش دارد و در انتظار بازگشت اوست (Ferrando's aria: Ah, lo veggio - Fiordiligi's aria: Per pietà, ben mio, perdona). بنابراین پیش گولیئلمو می‌رود تا ببیند درابلا هم بر سر عهدش وفادار مانده یا خیانت کرده‌است؛ او با دیدن آن مدال در دستان گولیئلمو، پی به بی وفائی نامزدش، درابلا، می‌برد و بسیار ناراحت و خشمگین می‌شود. گولیئلمو در ابتدا فراندو را دلداری می‌دهد (aria: Donne mie, la fate a tanti) اما بعد شروع به دست انداختنش می‌کند و می‌گوید دلیلش این است که او از فراندو جذاب تر بوده و زنان او را بیشتر می‌پسندند.
نمای سوم - اتاق دو خواهر
درابلا اعتراف می‌کند که عاشق مرد آلبانیایی شده (È amore un ladroncello)؛ اما فیوردلیجی از این وضع ناراضیست و تصمیم می‌گیرد که به طریقی وارد ارتش شود و نامزدش را پیدا کند؛ ولی قبل از اینکه خانه را ترک کند، فراندو می‌آید و باز هم به او ابراز عشق می‌کند و در نهایت، فیوردلیجی نیز تسلیم عشق او می‌گردد (duet: Fra gli amplessi). فراندو هم برای تلافی پیش گولیئلمو می‌رود و می‌گوید که توانسته دل نامزدش را بدست بیاورد و او را عاشق خود کند. دون آلفونسو که تقریباً شرط را برده، به آن‌ها می‌گوید وقتش رسیده که به دو خواهر پیشنهاد ازدواج بدهند و به آن‌ها توصیه می‌کند در آخر کار، نامزدهایشان را ببخشند و زنان را همانگونه که هستند بپذیرند و دوست داشته باشند (Così fan tutte).
نمای چهارم
جشن عروسی «آلبانیاییها» با دو خواهر است. دسپینا خود را به شکل یک دفتر دار درآورده و با گرفتن امضا از هر چهار نفر، ازدواجشان را ثبت می‌کند. بلافاصله بعد از این، صدای موسیقی نظامی از دور به گوش می‌رسد که نشانه بازگشت افسران است. آلفونسو متوجه می‌شود که ترس و وحشت تمام وجود دو خواهر را فراگرفته؛ چون احساس می‌کنند فراندو و گولیئلمو در چند قدمی خانه هستند. دو داماد به سرعت می‌روند تا خود را مخفی کنند (در واقع می‌روند تا لباس افسریشان را بپوشند و به شکل اصلی خودشان برگردند). گولیئلمو و فراندو با شکل واقعی خود وارد می‌شوند و شروع به ابراز عشق به دو خواهر می‌کنند. دون آلفونسو برگه ازدواج را جلوی پای آن‌ها میندازد تا بردارند و بخوانند و خشم خود را به خواهران بی‌وفا نشان دهند. گولیئلمو و فراندو با ابراز انزجار از بی‌ثباتی درابلا و فیوردلیجی در عشق، آنجا را ترک می‌کنند و بعد از دقایقی خود به شکل تازه‌ای درمی‌آورند — تلفیقی از لباس افسری و آلبانیایی — و پیش دو خواهر بازمی‌گردند. دسپینا هم چهره واقعی اش را نشان می‌دهد و می‌گوید که نقش دکتر و دفتردار را او بازی کرده‌است! دو خواهر متوجه می‌شوند که فریب بزرگی خورده‌اند و از رفتارهای خود شرمسار می‌گردند. در نهایت، همگی یکدیگر را می‌بخشند و به این نتیجه می‌رسند که زندگی و انسان‌ها را با همه خوبی‌ها و بدی‌هایشان باید دوست داشت و پذیرفت.

## اجرای کیارستمی
همه زن‌ها اینگونه‌اند را عباس کیارستمی در سال ۲۰۰۸ در اکس آن پروانس فرانسه بر صحنه برد. همچنین این کار در سال ۲۰۰۹ در تئاتر کولوسیوم لندن بر صحنه رفت اما بدون حضور کیارستمی. او به دلیل آنچه «پروسه وقت‌گیر و پیچیده» سفارت بریتانیا در تهران خواند سفرش را به لندن لغو کرد. در نهایت اِلِن تایر-هال، دستیار کیارستمی این نمایش را بر صحنه برد.

## کتابشناسی
- Brown, Bruce Alan (1995). W. A. Mozart: Così fan tutte. Cambridge University Press. ISBN 978-0-521-43735-6.